# Im Schwitzkasten
Im Schwitzkasten ist ein deutscher Spielfilm aus dem Jahr 2005.

## Handlung
In der kleinen Berliner Sauna Schwitzkasten treffen Menschen aufeinander, die das wirkliche Leben bereits längst in den Schwitzkasten genommen hat. Die Sauna wird von den Geschwistern Nadinchen und Jost Molinski geführt. Seit ihre Eltern gestorben sind, kümmert sich der ältere Bruder Jost um Nadinchen. Er nimmt ihr die Alltagsprobleme ab und bemerkt nicht, dass er sie damit in die Katastrophe führt. Die Sauna ist ein Minusgeschäft, die Geschwister sind hochverschuldet und Nadinchen bekommt nichts davon mit. Die Stammgäste fühlen sich in der kleinen Sauna sehr wohl und finden dort den Abstand zu ihren alltäglichen Problemen. Da ist Toni, der Langzeitarbeitslose, der seinen Kindern nichts mehr bieten kann und getrennt von seiner Frau Karin lebt, die auch noch in der Sauna versucht, ihre Versicherungen an den Mann und die Frau zu bringen. Dani, eine arbeitslose Flugbegleiterin, hält zunächst ihren bisherigen Lebensstil aufrecht, bittet aber am Ende sogar in der Sauna um Arbeit. Monika Stauffenberg lebt von der Sozialhilfe und engagiert sich in einer Afrikahilfegruppe. Sie soll für eine schwangere Kollegin bei einer über einjährigen Reise nach Ruanda einspringen und muss dann erfahren, dass ihr eigener Freund die Kollegin geschwängert hat. Die Reise fällt dann ins Wasser, da der Hauptsponsor bankrott ist. Schließlich ist da der Gast Norbert Reich. Er schreibt Reden für seine Ehefrau, die Bundestagsabgeordnete Anja. Norbert propagiert ihre neoliberalen Ideen auch in der Sauna, wird jedoch durch die anderen Gäste mit der harten Realität konfrontiert, was seine politischen Einstellungen verändert und auch die Reden für seine Frau, die diese Wandlung nicht nachvollziehen kann, wodurch die Ehe in die Krise gerät. Norbert möchte mit Jost zusammen ein Wellness-Center in Brandenburg auf der grünen Wiese aufbauen. Er investiert bereits erstes Geld, ohne jedoch zu wissen, dass Jost damit die laufenden Schulden begleicht. Anja Reich hält die Investition für hinausgeworfenes Geld und lässt eine Analyse des Grundstücks in Brandenburg anfertigen, die zeigt, dass dort zu investieren Unsinn ist. Als ein weiterer Geldgeber abspringt, teilt Norbert Jost mit, dass das Vorhaben geplatzt sei. Jost steht so unter Druck, dass er die Sauna versehentlich zu sehr aufheizt und Norbert darin stirbt. Die Wiederbelebungsmaßnahmen der anderen Gäste sind vergebens. Für Jost und Nadinchen bedeutet dies das Ende ihrer Träume. Die Gäste sind dann noch dabei behilflich, Norberts Leichnam anzuziehen und in sein Auto zu setzen. Dabei werden sie aber von einer Polizistin beobachtet und anschließend verhaftet. Monika nimmt die Schuld auf sich, da sie ja sowieso das Land verlassen will. Sie kann die Polizei davon überzeugen, dass Norbert beim Sex mit ihr verstorben sei.
Nadinchen und Jost müssen die Sauna schließlich aufgeben. Gemeinsam mit ihren Gästen treffen sie sich zu einem Saunagang auf dem Lande in einem LKW, der zur Sauna umgebaut wurde. Vielleicht eine zukünftige Geschäftsidee – die Sauna auf Rädern?

## Hintergrund
Die Premiere des Films fand am 27. Oktober 2005 bei den Hofer Filmtagen statt.

## Kritiken
„Eine tragikomische Zustandsbeschreibung städtischer Mittelstandsexistenzen sowie eine reizvolle Mischung aus gelöst inszenierter Komödie und nachdenklichem Kammerspiel. Ein vor allem auch darstellerisch sympathischer Film.“

„Was auf den ersten Blick bisweilen etwas klamaukig scheint, entpuppt sich bei näherem Betrachten als fein gesponnene, realistische Tragikomödie, die mit liebevollem Blick ihren großartigen Figuren mitten ins Herz schaut und entdeckt, dass dort nicht nur deutsche Düsternis, sondern vor allem viel Witz und Wärme, Optimismus und Lebensmut steckt. Wenn uns überhaupt noch etwas retten kann, so scheint der Film es mitzuteilen, dann sind es nicht groß angelegte Reformprogramme und vollmundige Ankündigungen, sondern die ganz normalen Eigenschaften der „kleinen Leute“, die mit so viel Charme immer wieder scheitern und immer wieder aufstehen. Ein gnadenlos witziger und wahrer Kommentar zur Lage einer ganzen Nation, die sich allem Anschein nach wirklich im Schwitzkasten befindet.“